# تسل-إم-فيزنتال
تسِل-إم-فيزنتال (بالألمانية: Zell im Wiesental) هي مدينة وبلدة ألمانية تقع في Lörrach في ألمانيا. يقدر عدد سكانها بـ 6,026 نسمة .

## معرض صور

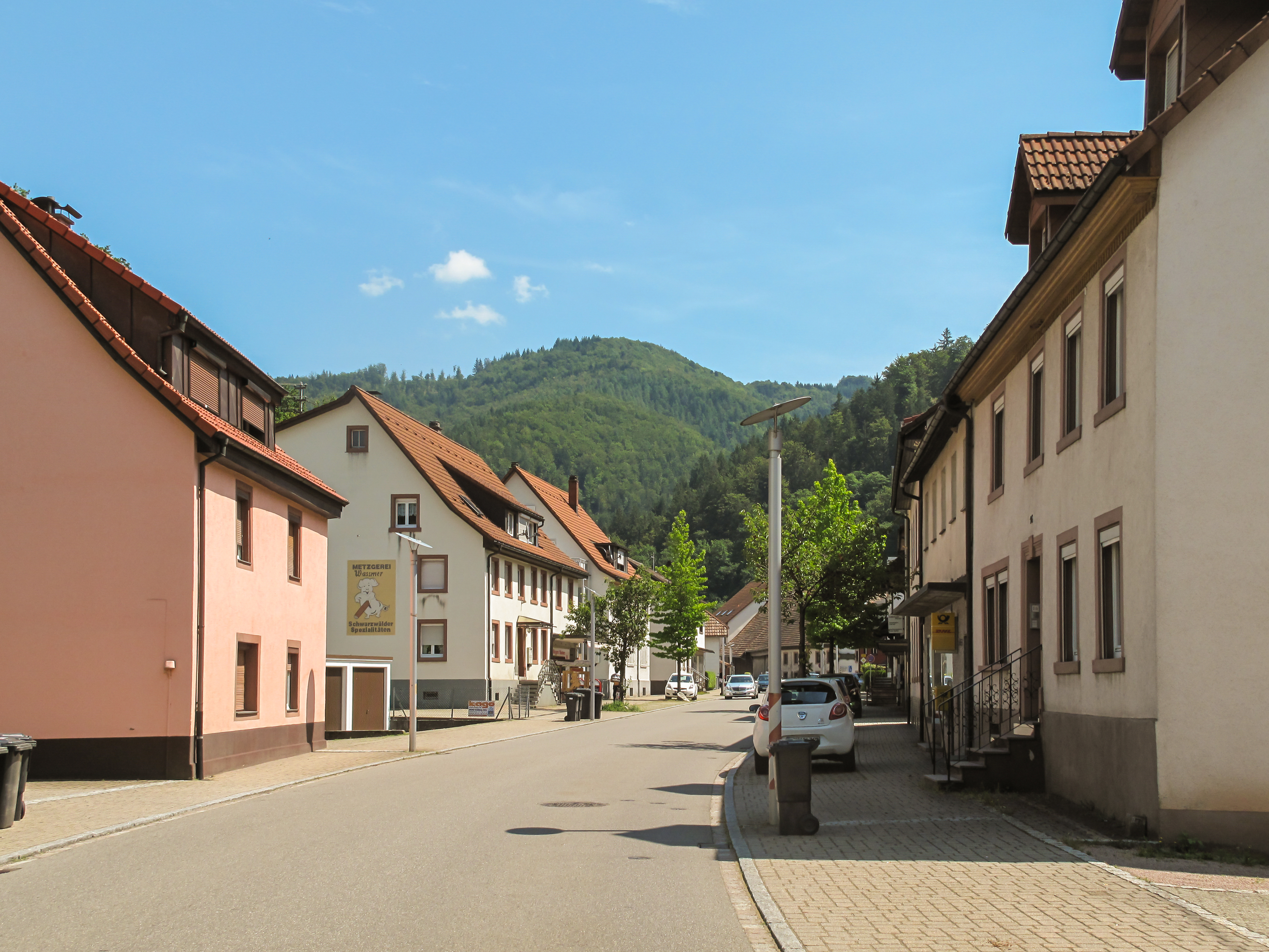
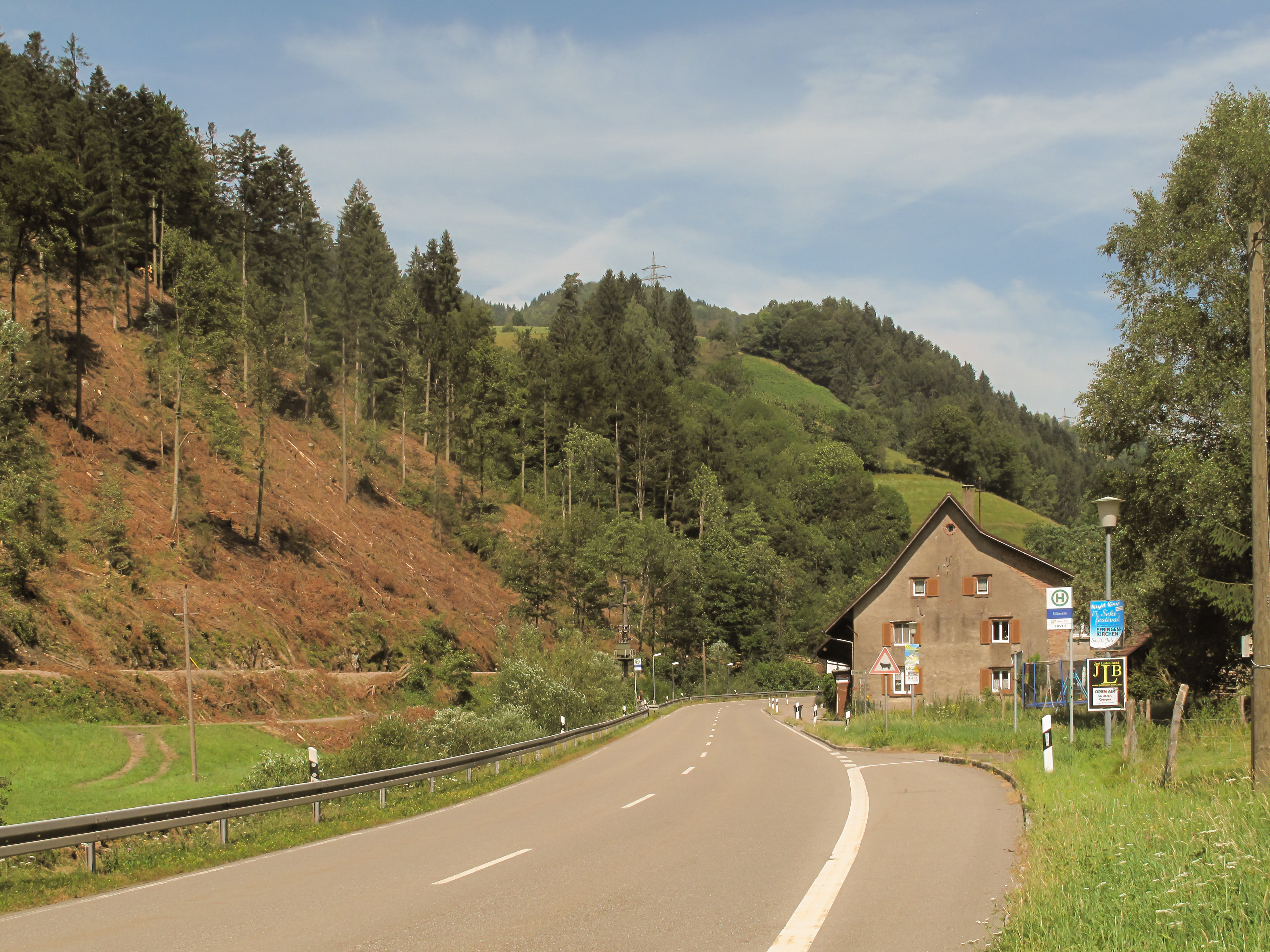
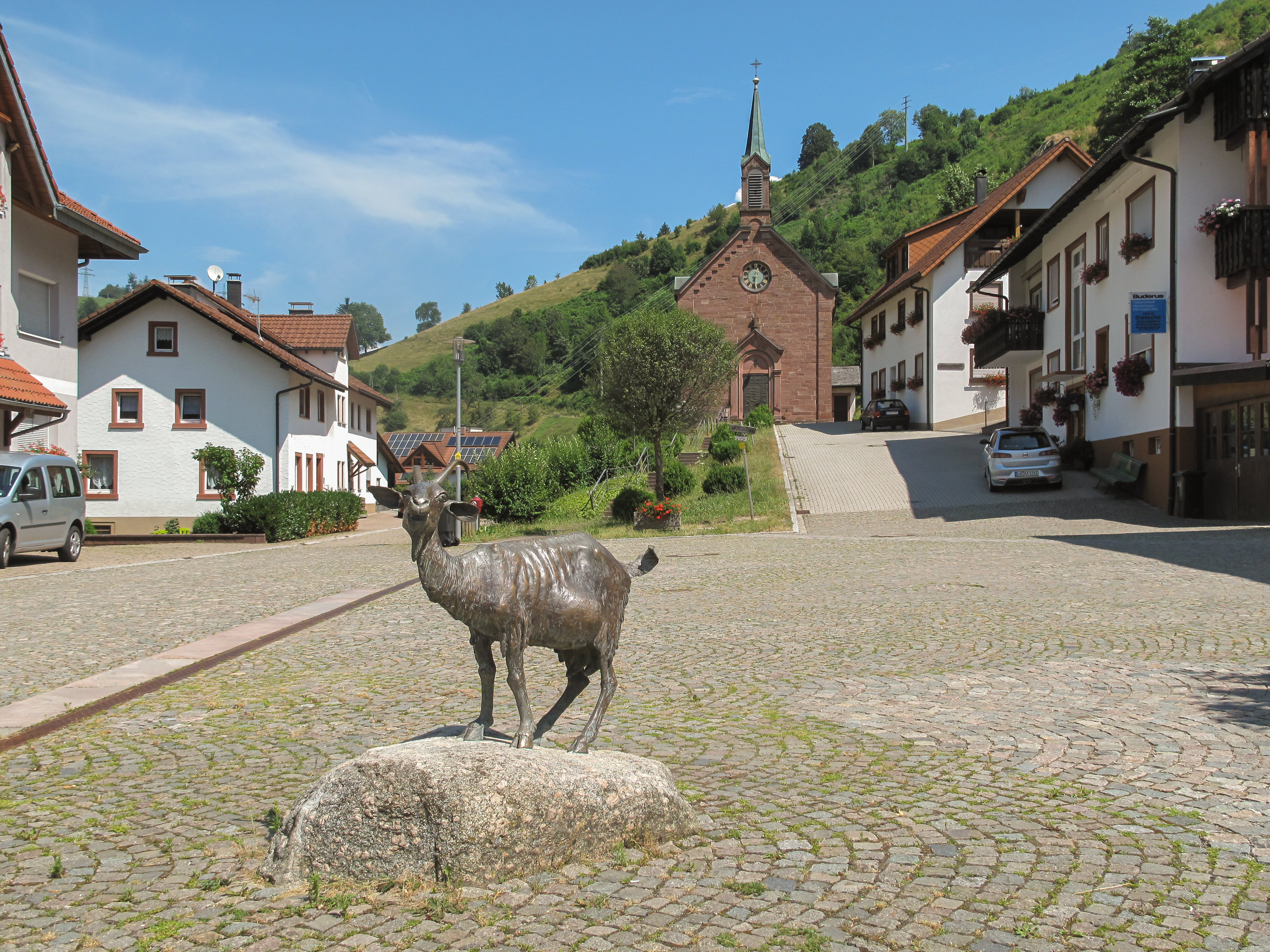
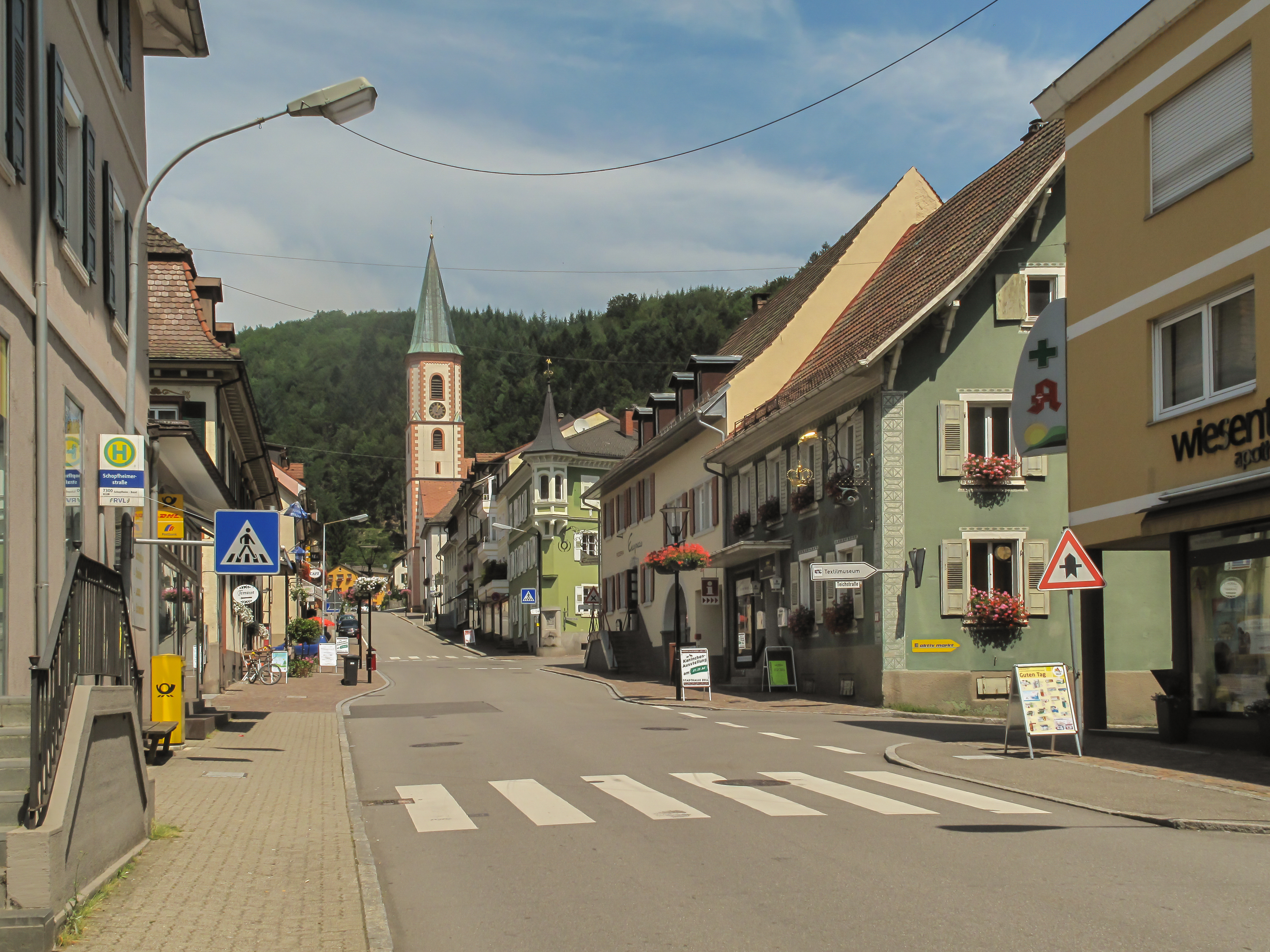

## أعلام
- كونستانز موزارت
- صوفي ويبر
- فرانز ويبر
- ماريا ويبر